# Richelieu (rivier)

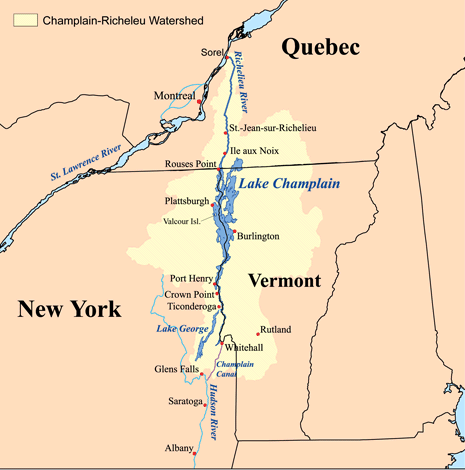
Kaart met de waterscheiding Champlainmeer- Richelieu

De Richelieu  is een rivier in de Canadese provincie Quebec. Zij vloeit van het Champlainmeer ongeveer 171 km (106 mijl) noordwaarts en komt uit in de Saint Lawrence in Sorel. De Richelieu heeft een stroomgebied van 23.400 km², waarvan 19.600 km² in de Verenigde Staten, en een gemiddelde stroming van 330 m³/s. St. Jean, Chambly en Sorel zijn de belangrijkste plaatsen langs de rivier.
De Franse ontdekkingsreiziger Samuel de Champlain was in 1609 de eerste Europeaan die de monding van de rivier bereikte. De Richelieu was al een belangrijke verbindingsweg voor de Irokezen en werd dat ook voor de Franse handelaars.
Langsheen de Richelieu werden verschillende forten gebouwd: Fort Richelieu bij de monding, Fort Saint-Louis (of Chambly), Fort Sainte-Thérèse en Fort Saint-Jean onderweg en Fort Sainte-Anne op het Isle La Motte in het Champlainmeer bij de bron. In sommige vroege dagboeken en kaarten wordt de benedenloop aangeduid als de Sorel. De rivier wordt ook de Irokezenrivier genoemd. De naam "Richelieu" komt van Fort Richelieu, op zijn beurt genoemd naar kardinaal de Richelieu (1585-1642).
Door het kanaal van Chambly te gebruiken, kunnen de boten de watervallen van Saint-Jean-sur-Richelieu en Chambly vermijden. Het Champlainkanaal en het Champlainmeer vormen het Amerikaanse deel van de "Lakes to Locks"-passage, die verbinding geeft met de Hudson en de scheepvaart mogelijk maakt langs de Richelieu tussen de Saint Lawrencerivier en New York en het Eriekanaal.